# Coombe (Gloucestershire)
Coombe – wieś w Anglii, w hrabstwie Gloucestershire. Leży 26 km na południe od miasta Gloucester i 154 km na zachód od Londynu.